# در ایبیزا یک قرص خوردم
در ایبیزا یک قرص خوردم (به انگلیسی: I Took a Pill in Ibiza) (یا در ایبیزا سوار هواپیما شدم (به انگلیسی: I Took a Plane To Ibiza) یا با نام سانسورشده در ایبیزا) آهنگی از خواننده امریکایی، مایک پوزنر است. این آهنگ دراصل برپایه گیتار آکوستیک بود که توسط سی بی نروژی ریمیکس شد و در ۲۴ژوئیه ۲۰۱۵ در ایالات متحده عرضه شد. 
ریمیکس سی بی در هلند ، نروژ ، ایرلند و بریتانیا جزء برترین‌های جدول موسیقی قرار گرفت و در استرالیا ، اتریش ، کانادا ، دانمارک ، فنلاند ، نیوزیلند ، سوئد ، سوییس و وطن پوزنر، امریکا ، جزء ده آهنگ برتر جدول موسیقی شد. این آهنگ بزرگترین کار پوزنر شد و نسبت به آهنگ اولش، "باحال تر از من" (۲۰۱۰) عملکرد بهتری داشت. 

## پیش زمینه
تقریباً یک قرص جادویی بود. آن زمان من تحت تاثیر الکل بودم. آن هفته در سوئد با آویچی آهنگی به نام "با تو می مانم" نوشته بودم و او در ایبیزا اجرا داشت. پس گفتم: "من هم با تو می آیم." چون آن موقع هم در اروپا بودم. یک شغل زمان بندی شده ندارم... پس شاید به ایبیزا بروم درست است؟ هرگز قبلاً به آنجا نرفته بودم. پس رفتم. او درحال اجرا بود و من داشتم می نوشیدم. (دیگر نمی‌نوشم ولی اجرا نداشتم و هیچ مسئولیتی جز لذت بردن نداشتم، پس ودکا و احتماا ویسکی خوردم.)بین تماشاگران رفتم تا از دید آن ها اجرای آویچی را ببینم. مدام به پشت صحنه و محوطه ویژه و جایی که بچه ها بودند، می رفتم. بیشتر مردم در ایبیزا نمی‌دانستند من که هستم، بجز مردی که مرا شناخت. او گفت: "تو مایک پوزنری؟" و خیلی هیجان زده شد. کیسه کوچک قرصی را دراز کرد و گفت: "یکی می خوای؟" و من که مست بودم گفتم:" البته". پس یکی برداشتم و تابحال آن کار را نکرده بودم. احساس فوق العاده ای داشت. پس وقتی به حال عادی برگشتم، حس کردم ده سال پیرتر شده ام.   — مایک پوزنر درحال توضیح الهام گرفتن برای این آهنگ, آگوست ۲۰۱۵
دربارهٔ ریمیکس، سی بی گفت: "ما آهنگ را از آیلند رکوردز گرفتیم. خیلی آرام بود و ما فقط به صدای خواننده گوش دادیم. دوستمان، مت مالتی تراک کار جدید مایک را برایمان فرستاد و ما سریع ایبیزا را انتخاب کردیم. متن و ملودی فوق العاده ای داشت ولی به فضای صوتی جدیدی نیاز داشت." 